# Охтерлоне, Александр Александрович
Александр Александрович Охтерлоне (Охтерлони) (англ. Alexander Ochterlony;  1830—1893) — герой обороны Севастополя, штабс-капитан. Отец жены писателя Ивана Сергеевича Шмелёва, Ольги Александровны.

## Биография
Происходил из древнего шотландского рода; Охтерлони из Кинтрокета (графство Ангус) являлись потомками герцога Руперта. Его прапрадед женился на мисс Янг из Алдбэра; жил в Монтроз. Прадед переехал в Россию в 1794 году.
Родился 12 (24) мая 1830 года. Отец — Александр Романович Охтерлоне (1799—1860); мать — Варвара Ивановна Безобразова умерла в 1839 году вскоре после рождения четвёртого ребёнка, сына Михаила (1839—1840).
Воспитывался в 1-м кадетском корпусе в Петербурге.
Участвовал в обороне Севастополя. С военной службы был уволен в звании штабс-капитана 16 ноября 1859 года; на гражданской службе был смотрителем Карачевского тюремного замка.
Умер 27 сентября (9 октября) 1893 года в Москве; похоронен на Ваганьковском кладбище.

## Награды
- орден Святой Анны 3-й степени с мечами и бантами
- медаль «За защиту Севастополя»
- бронзовая медаль «В память войны 1853—1856»

## Семья
В первом браке у него родилась дочь Варвара (1853—?).
Второй женой стала дочь Алексея Ивановича фон Вейденгаммера (6.9.1814—15.12.1857) Олимпиада Алексеевна (1842—?). Их дети:
- Александр (28.8.1863—16.5.1937)
- Олимпиада (1865—?), замужем (с 1884) за Александром Дмитриевичем Кутыриным
- Константин (1868—?)
- Алексей (1874—?)
- Владимир (1884—?)
- Ольга (1875, Карачев — 1936), замужем за писателем Иваном Сергеевичем Шмелёвым.